# Оанча (Браила)
Оанча (рум. Oancea) насеље је у Румунији у округу Браила у општини Роману. Oпштина се налази на надморској висини од 11 m.

## Становништво
Према подацима из 2002. године у насељу је живело 472 становника, од којих су сви румунске националности.